# Vincent Taillandier
Pour les articles homonymes, voir Taillandier (homonymie).
 (mai 2016).
Vincent Taillandier est un peintre sur porcelaine français, né le 5 décembre 1735 à Sceaux et mort le 22 avril 1790 à Sèvres.

## Biographie
Baptisé à Sceaux en 1735, Vincent Taillandier est d'abord actif à la Manufacture de Vincennes en compagnie de Charles-François Becquet, François Levavasseur, Louis Jean Thévenet et Charles-Nicolas Dodin. Il est dépeint dans les dossiers de la Manufacture de Vincennes comme étant « de visage rond avec des taches de rousseur, très mince, des cheveux châtains coiffés en queue de cheval ». À ses débuts, en 1755, il a produit avec un ami des entretiens sur la religion qui leur valurent d'être admonestés par le directeur de l'usine, mais aussi de payer une amende et de présenter des excuses à leurs collègues. Deux années après, il est considéré comme un exemple de sagesse et d'assiduité.
Il travaille ensuite à la Manufacture nationale de Sèvres, où il porte le numéro de marque « 117 », en qualité de « peintre de bouquets détachés et de guirlandes ». Vincent Taillandier peint des feuillages, des rubans, des paniers, des vases, des paysages de jardins, des oiseaux sur des plaques pour le mobilier ainsi que sur des vases d'ornement. Il épouse Geneviève Leroi, ou Leroy, artiste peintre à la Manufacture, connue sous le nom de Geneviève Taillandier.

## Marques
- trident,
- fleur de lys,
- lettre « d ».

## Œuvres dans les collections publiques
Aux États-Unis
- Boston, musée des beaux-arts : Service Hébert, 1783, porcelaine de tendre de Sèvres, comprenant un plateau, deux tasses, deux soucoupes, un sucrier et un pot. Décor floral polychrome. Plateau : 30,5 cm ; pot : 10,3 cm ; sucrier : 10 cm ; Tasse : 5,8 cm ; soucoupe : 12 cm ;
- Los Angeles, Getty Center : Paire de Vases, 1781-1782, porcelaine dure, peint rose pointillé couleur du fond, décoration en émail polychrome et dorures, décor de perles., d'après une œuvre de Joseph Vernet, scènes de marines dans les réserves, sur le dos et le devant ;
- Monticello, Thomas Jefferson Foundation : Seau crénelé, porcelaine de Sèvres ;

En France
- Paris :
  - musée des arts décoratifs :
    - Écuelle ronde, 1749, porcelaine tendre de Vincennes, émaux sur couverte, dorure, cartel de Taillandier polychrome ;
    - Service à dessert de Catherine II, 1778, porcelaine tendre de Sèvres, doré par Jean-Pierre Boulanger (1722-1785), peint par Vincent Taillandier, peint en doré et émaux. Ce service provient des collections de l'impératrice à Saint-Pétersbourg. Il comprenait huit cents pièces et était conçu pour soixante convives. L'impératrice fit refaire les plaques par huit fois avant d'être satisfaite de l'ouvrage. Ce fut le service le plus couteux réalisé par la manufacture ;

  - musée du Louvre : Tasse Hébert et sa soucoupe, 1787, porcelaine tendre[3] ;
- Sèvres, musée national de Céramique : Déjeuner Hébert, porcelaine tendre de Sèvres ;
- Versailles, château de Versailles :
  - Cuvette Courteille, 1779, porcelaine tendre de Sèvres Cartel à paysage sur fond lilas, en collaboration avec Philippe Castel (vers 1746- 1797), peintre sur porcelaine, et Vincent-Henri François le Jeune (1733- vers 1809), 18,9 × 27 × 15,4 cm, achat de Louis XVI en décembre 1779 pour le cabinet des bains à Versailles ;
  - Tasse couverte et sous tasse, 1781, porcelaine dure, décor polychrome et or, réserves décorées de dauphins, entours de guirlandes de fleurs sur un fond bleu céleste orné de larges guirlandes en camaïeu d'or, le couvercle surmonté d'une couronne royale, 14 × 17 cm ;
  - Compotiers ovales, 1783, porcelaine de Sèvres, une paire faisant partie du service acquis par la comtesse de Provence à l'exposition de Noël à Versailles de 1783. Décor « à cartels de fleurs sur terrasse et petites fleurettes », 4 × 27 × 19,3 cm ;
  - Assiette du service de Marie-Antoinette d'Autriche ou de Gustave III de Suède, dit « Service de la Reine », 1784, porcelaine tendre de Sèvres, 24 cm. Décor polychrome et or au centre un bouquet de roses dans un médaillon circulaire entouré d'un rang de perles sur un fond bleu et filets or, l'aile est ornée un décor dit « frise riche » de six médaillons à rang de perles encadrant une pensée sur fond formé de roses et barbeaux alternés et cernés d'une guirlande or, d'un rang de perles et d'une guirlande de myrte sur fond mauve, assiette marquées « LL » entrelacés, lettre date « GG » pour 1784, marque « d » du peintre Taillandier et marques des doreurs Boulanger et Chauvaux ;
- Fontainebleau, château de Fontainebleau :
  - Saladier, 1784, porcelaine tendre de Sèvres, service de Louis XV et de Louis XVI à Fontainebleau, 6,8 × 23,6 cm ;
  - Plateau de tasse à glace, 1785, service en porcelaine tendre de Louis XV et de Louis XVI à Fontainebleau, 3,8 × 22,7 cm ;

Au Royaume-Uni
- Londres, palais de Buckingham, collection royale : Service à dessert de la duchesse de Manchester, porcelaine de Sèvres.